# Тегеранский симфонический оркестр
Тегеранский симфонический оркестр (перс. ارکستر سمفونیک تهران‎) — иранский симфонический оркестр, базирующийся в Тегеране.
Основан в 1937 г. Парвизом Махмудом. Выведен на высокий профессиональный уровень австрийским дирижёром Хаймо Тойбером и особенно получившим музыкальное образование на Западе Хешматом Санджари, благодаря которому в 1960-е гг. с оркестром выступали такие выдающиеся гастролёры, как Иегуди Менухин, Айзек Стерн, Витольд Лютославский. В 1967 г. был построен концертный зал «Рудаки» на 1600 мест, ставший домашней площадкой как для оркестра, так и для Тегеранской оперы. После Исламской революции 1979 года работа оркестра долгое время проходила в весьма стеснённых условиях. Так, в 2000 г. оркестру было запрещено исполнение Девятой симфонии Бетховена, поскольку по исламским законам женщинам запрещено петь публично (в финале симфонии участвует смешанный хор). В 2005 г. новый дирижёр оркестра Али Рахбари попытался вновь включить Девятую симфонию в репертуар, но в итоге был отстранён от руководства коллективом (наблюдатели связывали это с призывом президента Махмуда Ахмадинежада к запрету западной музыки).

## Главные дирижёры
- Парвиз Махмуд (1937—1949)
- Рубик Григорян (1949—1951)
- Мортеза Ханнане
- Хаймо Тойбер (1957—1960)
- Хешмат Санджари (1960—1972)
- Фархад Мешкат (1972—1979)
- Ферейдун Насери (1979—2004)
- Манушер Сахбаи (2004—2005)
- Али Рахбари (2005)
- Надер Машаехи (с 2005 г.)